# Piaseczno (zajezdnia autobusowa)
Piaseczno – zajezdnia autobusowa i trolejbusowa działająca w latach 1983–1995 oraz 2000–2002, należąca do Miejskich Zakładów Autobusowych (MZA) w Warszawie. Znajdowała się w Piasecznie przy ulicy Puławskiej. Jej oznaczenie w strukturze MZA to „R-12”.
Tabor zajezdni składał się z krótkich autobusów Ikarus 260.04 (numery taborowe 801–900, 6320–6323) oraz przegubowych Ikarusów 280 – numery taborowe 3001–3100 (pierwotnie 1999–2039), 3351, 3352, 5120–5122, 5220–5222. Wyjątkiem był używany sporadycznie w 1989 i 1990 roku Jelcz L11 o numerze taborowym 801.
Wśród trolejbusów jedynym typem był początkowo ZiU-9 (numery taborowe T-001–T-040). Potem pojawiły się trolejbusy Jelcz PR110E oraz sprowadzone ze szwajcarskiego miasta St. Gallen używane trolejbusy Saurer ST411LM w niekonwencjonalnym jak na Warszawę kolorze zielonym wraz z przyczepami (numery taborowe przyczep P-001–P-008).
Zajezdnia obsługiwała przede wszystkim linie autobusowe w południowej części Warszawy, zwłaszcza na rozbudowującym się dynamicznie Ursynowie. Trolejbusy były z kolei używane do obsługi ostatniej linii o numerze 51, która do 1995 roku łączyła Warszawę z Piasecznem.